# Mysmena incredula
Espèce
Synonymes
- Calodipoena incredula Gertsch & Davis, 1936

Mysmena incredula est une espèce d'araignées aranéomorphes de la famille des Mysmenidae.

## Distribution
Cette espèce se rencontre aux États-Unis au Texas et en Floride, au Mexique, aux Bahamas, à Cuba et au Panama,.

## Description
Le mâle holotype mesure 0,62 mm et la femelle paratype 0,80 mm.

## Publication originale
- Gertsch & Davis, 1936 : New spiders from Texas. American Museum novitates, no 881, p. 1-21 (texte intégral).